# Північна католицька церква
Північна католицька церква (норв. den nordisk-katolske kirke) — це церковний орган у Норвегії Високоцерковного лютеранського походження під егідою Польської національної католицької церкви та Скрантонського союзу.
Північна католицька церква була заснована в 1999 році групою католицьки налаштованих людей, що належать до «православної опозиції» в лютеранській державній Церкві Норвегії, коли вони покинули «державну церкву» через, наприклад, рукоположення жінок у священство. Про що англіканська організація «Вперед у вірі» і Вільний синод Церкви Швеції були поінформовані. У Швеції це було паралельно заснуванню місіонерської провінції шведської церкви.
У «Заяві віри» Північної католицької церкви зазначалося, що вона дотримується своєї лютеранської спадщини в тій мірі, в якій вона прийняла і передала православну і католицьку віру нерозділеної церкви, отже, також сприймаючи католицьке віросповідання, як навчає Польська національна католицька церква.
Єпископом Північної католицької церкви в Скандинавії є Роальд Нікола Флеместад.
Північна католицька церква є членом Церкви Скрантонського союзу.

## Стара католицька церква в Італії (вікаріат Північної католицької церкви)
У 2011 р. частина Православної церкви в Італії була організована як асоціація в пам'ять про свого померлого предстоятеля Антоніо Де Росо під назвою «Асоціація митрополита Антоніо» (італ. Associazione "Metropolita Antonio). У 2013 р. ця асоціація була реорганізована як Старокатолицька церква в Італії, а в 2015 р. вона стала вікаріатом Північної католицької церкви.